# Góry (Wierzchowina)
Góry (487 m) lub Wierzchowina – szczyt na prawym brzegu Skawy, wznoszący się nad miejscowościami Łękawica i Świnna Poręba. Wraz z Jaroszowicką Górą (541 m) tworzą zwarty i odosobniony masyw górski, przełomem Skawy oddzielony od głównego grzbietu Beskidu Małego (na lewym brzegu Skawy). Jego przynależność do któregoś z mezoregionów jest niejednoznaczna. Według Jerzego Kondrackiego, autora naukowo opracowanej regionalizacji geograficznej Polski należy on do Beskidu Małego, jako jedyny jego fragment położony na prawym brzegu Skawy, inni zaliczają go do Pogórza Wielickiego. Szczególnie po ukończeniu budowy zapory wodnej w Świnnej Porębie, gdy powstało Jezioro Mucharskie, oddzielenie masywu Jaroszowickiej Góry i Wierzchowiny od głównego ciągu Beskidu Małego stało się jeszcze bardziej wyraźne.
Wierzchowina to nazwa używana przez miejscową ludność, podaje ją także Kazimierz Sosnowski, taką nazwę podaje także Aleksy Siemionow i mapa Compassu, ale według państwowego rejestru nazw geograficznych i bazującej na nim mapie Geoportalu wzniesienie ma nazwę Góry. Góry łączy się z Jaroszowicką Górą bez wyraźnej przełęczy. W południowo-zachodnim kierunku tworzą grzbiet opływany z trzech stron przez Skawę (Jezioro Mucharskie), która w tym miejscu tworzy najwęższy przełom. Południowe i wschodnie stoki Wierzchowiny opadają do doliny Łękawki. Ma 3 wierzchołki. Między nimi znajduje się płaska wierzchowina, na której jest polana i należący do miejscowości Zagórze przysiółek Leśniówka. Poza tym Wierzchowinę całkowicie porasta las

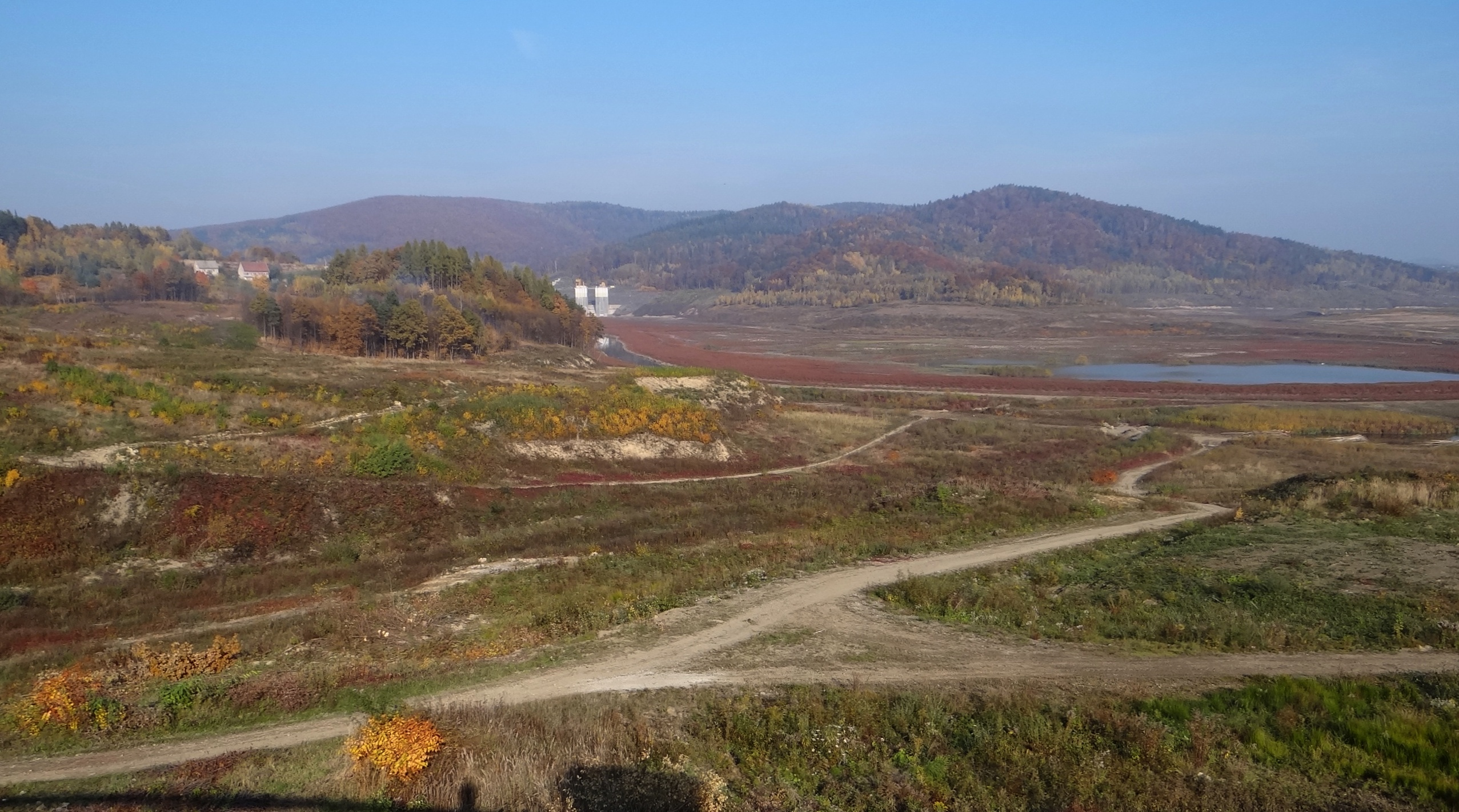
Jaroszowicka Góra (po lewej) i Wierzchowina (po prawej)